# Dalmo Gaspar
Dalmo Gaspar (Jundiaí, 10 de octubre de 1932 - ibídem, 2 de febrero de 2015) fue un futbolista brasileño que jugó en la posición de defensa para el Santos FC.

## Biografía
Debutó como futbolista en 1956 con el Santos FC. Permaneció en el club un total de nueve temporadas, donde llegó a hacer cuatro goles en 369 partidos jugados. Con el club llegó a hacerse con el Campeonato Brasileño de Serie A en cinco ocasiones, formando equipo con jugadores como Pelé, Pepe, Coutinho, o Pagão. Además, a nivel internacional, ganó la Copa Libertadores de América en la edición de 1962 y en la de 1963. También se hizo con la Copa Intercontinental 1962 y con la Copa Intercontinental 1963, en la cual además marcó él el gol decisivo en el tercer y último partido contra el AC Milan en el Estadio Maracaná.
Falleció el 2 de febrero de 2015 en Jundiaí a los 82 años de edad, debido a complicaciones con el Alzheimer que sufría desde principios de 2009. Fue enterrado en el cementerio municipal de dicha ciudad.

## Clubes
| Club      | País   | Año         | Partidos | Goles |
| --------- | ------ | ----------- | -------- | ----- |
| Santos FC | Brasil | 1956 - 1965 | 369      | 4     |

## Palmarés

### Campeonatos nacionales
| Título                          | Club      | País   | Año  |
| ------------------------------- | --------- | ------ | ---- |
| Campeonato Brasileño de Serie A | Santos FC | Brasil | 1961 |
| Campeonato Brasileño de Serie A | Santos FC | Brasil | 1962 |
| Campeonato Brasileño de Serie A | Santos FC | Brasil | 1963 |
| Campeonato Brasileño de Serie A | Santos FC | Brasil | 1964 |
| Campeonato Brasileño de Serie A | Santos FC | Brasil | 1965 |

### Campeonatos internacionales
| Título                       | Club      | País   | Año  |
| ---------------------------- | --------- | ------ | ---- |
| Copa Intercontinental        | Santos FC | Brasil | 1962 |
| Copa Intercontinental        | Santos FC | Brasil | 1963 |
| Copa Libertadores de América | Santos FC | Brasil | 1962 |
| Copa Libertadores de América | Santos FC | Brasil | 1963 |